# Сольберг, Ноам
Ноам Сольберг (ивр. נעם סולברג‎; род. 22 января 1962, Хайфа, Израиль) — израильский юрист, судья Верховного суда Израиля (с 21 февраля 2012 года).

## Биография
Ноам Сольберг родился 22 января 1962 года в городе Хайфа, Израиль в семье иммигрантов из Нидерландов. Будучи выходцем из религиозной еврейской семьи он получил среднее образование в иешиве «Явне». Проходил службу в ВВС Израиля, вышел в отставку в звании майора.
Юридическое образование Сольберг получил в Иерусалимском университете, где с отличием получил сначала первую, а затем и вторую степень по юриспруденции.
В 1990-е годы Сольберг работал помощником юридических советников правительства Израиля и читал лекции в университете Бар-Илан. В 1998 году он стал судьёй и занял пост в мировом суде Иерусалима. В 2005 году он был назначен судьёй в Окружной суд Иерусалима.
Первый раз свою кандидатуру на пост судьи Верховного суда Израиля Ноам Сольберг представил в 2009 году, тогда же он мог стать Юридическим советником правительства Израиля, однако им стал Йехуда Вайнштейн.
В 2012 году Сольберг был выбран судьёй в Верховный суд Израиля, его кандидатура стала самой спорной среди выбранных тогда же четырёх судей. Против назначения Сольберга выступала действующая председательница Верховного суда Дорит Бейниш, другую позицию занял действующий министр юстиции Израиля Яаков Неэман. Предположительно, данное противостояние вызвано тем, что Сольберг — поселенец, религиозен и исповедует правые взгляды, в отличие от других судей Верховного суда.
Уже на следующий день израильская организация «Еш Гвуль» («Есть граница») подала в Верховный суд иск, в котором требовала отменить назначение Сольберга, истцы мотивировали это тем, что судья живёт на спорной территории. Однако иск был отклонён, судьи Эстер Хают, Узи Фогельман и Ицхак Амит (которые и рассматривали иск) мотивировали это отсутствием прецедента, когда израильтянину бы отказали в государственной должности из-за проживания в «неподходящем» населенном пункте.
Депутат кнессета Яаков Кац приветствовал назначение Сольберга в Верховный суд. Кац считает, что новое назначение положит конец «произволу и необъективности» в высшей судебной инстанции страны.
21 февраля 2012 года приняв присягу, стал судьёй Верховного суда Израиля.